# بات شامبرز
بات شامبرز (13 ديسمبر 1970 في الولايات المتحدة - ) (بالإنجليزية: Pat Chambers)‏ هو مدرب كرة سلة ولاعب كرة سلة أمريكي في مركز هجوم خلفي.

## وصلات خارجية
- بات شامبرز على موقع كلية كرة السلة في سبورتس رفرنس.كوم (الإنجليزية)